# Sony BMG
Sony BMG bylo americké hudební vydavatelství založené v roce 2004.
Název labelu v sobě nese sloučení Sony Music Entertainment a Bertelsmann Music Group, ke kterému došlo 5. srpna 2004. Sony BMG patří mezi čtyři nejmocnější hudební vydavatelství s největším podílem na trhu. Vlastní dceřiné společnosti, např. Arista Records, Columbia Records, Epic Records, RCA Records nebo GOOD Music, nezávislý label založený Kanye Westem.
U Sony BMG vydávají stovky významných hudebníků, např. Michael Jackson, Foo Fighters nebo Rage Against the Machine. V České republice třeba J.A.R. a Jarek Nohavica.
Asi v roce 2010 Sony prodalo podíl společnosti BGM a dále již vystupuje pouze jako Sony.